# Lutín
Lutín este o comună și un sat din districtul Olomouc din regiunea cu același nume din Republica Cehă. Are o populație de aproximativ 3.200 de locuitori.

## Diviziuni administrative
Lutín este format din două diviziuni administrative (populația este afișată conform recensământului din 2021):
- Lutín (2.270)
- Třebčín (773)

## Geografie
Lutín se află la aproximativ 8 km sud-vest de Olomouc. S-a dezvoltat dintr-un peisaj agricol plat din Valea Moravei de Sus.

## Istorie
Prima mențiune scrisă despre Lutín datează din anul 1234. Třebčín a fost menționat pentru prima dată în 1131. Până la înființarea unei comune independente în 1850, Lutín a fost în permanență proprietate a episcopiei și mai târziu a arhiepiscopiei de Olomouc. 

## Economie
Lutín are o tradiție în industria pompelor. O fabrică de pompe a fost construită aici de Ludvík Sigmund în 1868 și mai târziu a devenit cel mai mare producător de pompe din cehia. Din 1965, compania este cunoscută sub numele de Sigma Group Lutín. Compania a avut filiale în Londra și Newcastle. Sigma cooperează cu compania engleză Crane⁠(d) Ltd în producția licențiată de etanșări mecanice.
În 1966, compania Sigma Group a devenit sponsor al clubului de fotbal SK Sigma Olomouc. Echipa a ajuns în sferturile de finală ale Cupei UEFA din 1991-1992.

## Transporturi
Satul Třebčín se află pe linia de cale ferată Prostějov⁠(d) – Červenka.

## Obiective turistice

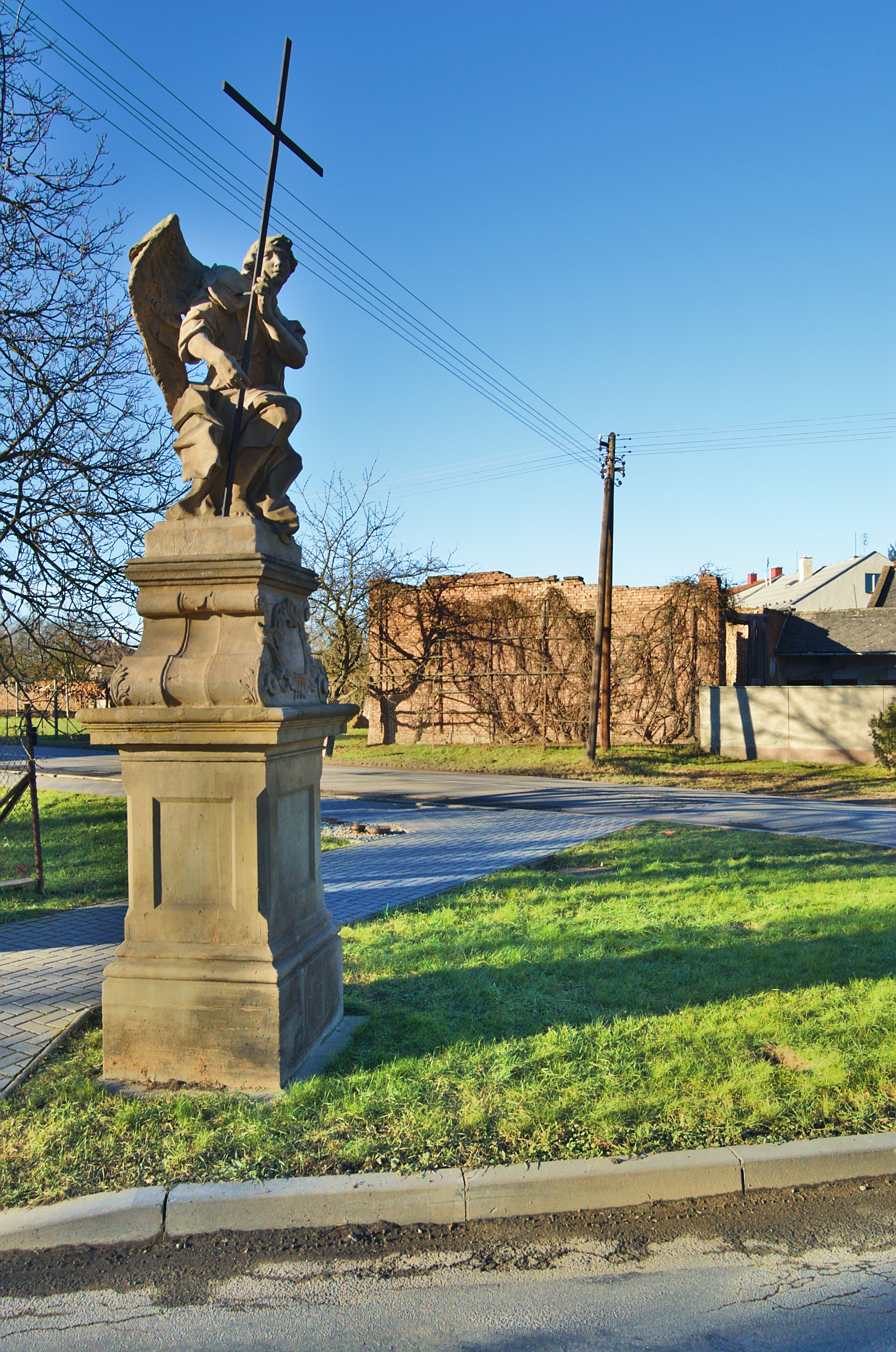
Statuia unui înger de la răscrucea drumurilor dinspre Slatinice și Třebčín, Lutín și districtul Olomouc

În comună sunt două monumente culturale protejate: o statuie în stil baroc târziu a unui înger din anii 1730 și Capela Sfântul Florian de la începutul secolului al XIX-lea.